# Ризофидиевые
Ризофи́диевые (лат. Rhizophydiales) — порядок грибов класса хитридиомицетов.

## Систематика
По данным сайта «Энциклопедия жизни», в порядке 5 семейств и 9 родов, содержащих около 100 видов. Наиболее многочисленный род — Rhizophydium, остальные монотипные.
- Семейство Aquamycetaceae
  - Род Alphamyces
    - Alphamyces chaetiferum

  - Род Aquamyces
    - Aquamyces chlorogonii
- Семейство Globomycetaceae
  - Род Globomyces
    - Globomyces pollinis-pini

  - Род Urceomyces
    - Urceomyces sphaerocarpum
- Семейство Kappamycetaceae
  - Род Kappamyces Letcher & M.J. Powell, 2005
    - Kappamyces laurelensis
- Семейство Rhizophydiaceae
  - Род Rhizophydium Schenk, 1858
    - Более 80 видов
- Семейство Terramycetaceae
  - Род Boothiomyces Letcher, 2006
    - Boothiomyces macroporosum

  - Род Terramyces Letcher, 2006
    - Terramyces subangulosum
- Не отнесён к семействам:
  - Род Batrachochytrium Longcore, Pessier & D.K. Nichols, 1999[2]
    - Batrachochytrium dendrobatidis Longcore, Pessier & D.K. Nichols, 1999